# السلام العالمي

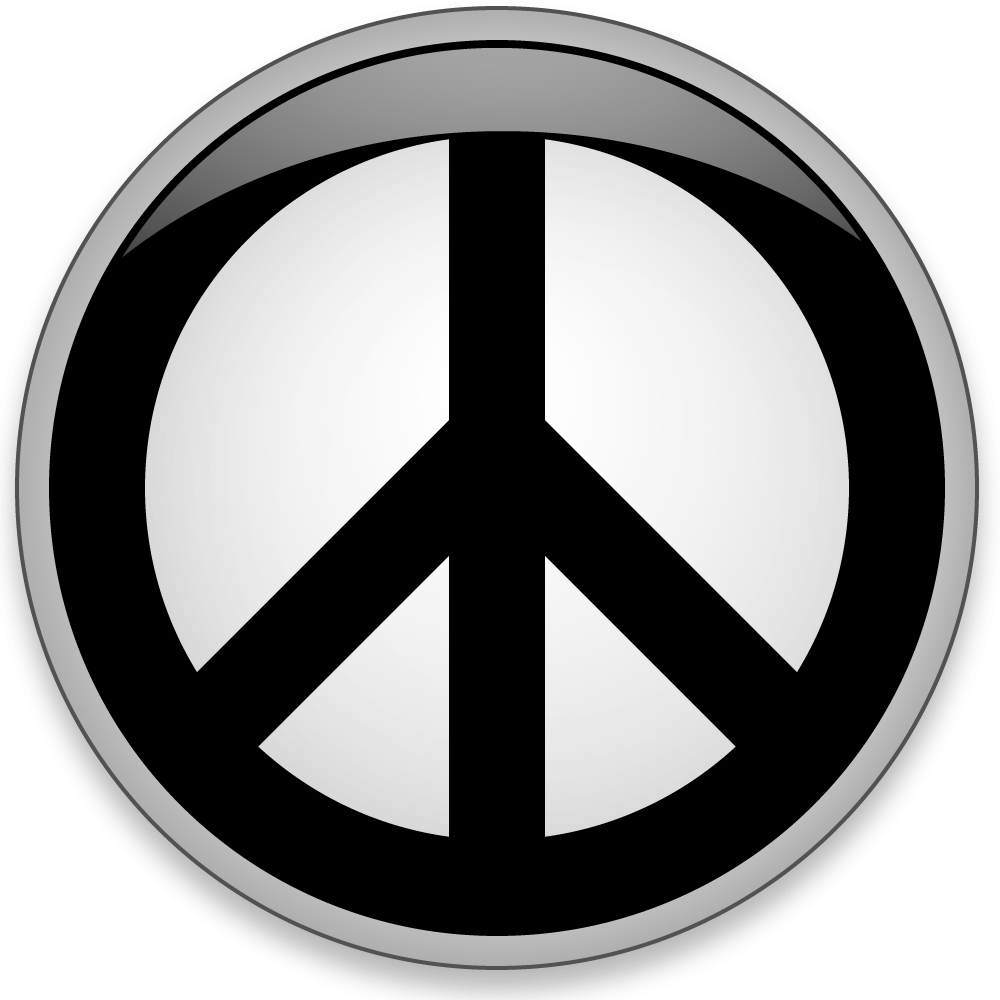

السلام العالمي أو السلام على الأرض، هو مفهوم الحالة المثالية للسعادة والحرية والسلام داخل وبين جميع الشعوب والأمم علي الأرض. وهذه الفكرة المتمثلة بعدم وجود عنف في العالم هي أحد الدوافع التي تحفز الشعوب والأمم علي التعاون طوعًا، وبمحض إرادتها أو بحكم نظام الحكم الذي يعترض علي حلها بالمحبة والسلام. فالثقافات والديانات والفلسفات والمنظمات لكل منها مفهومه الخاص عن كيفية إحلال السلام في العالم.
والهدف المعلن لمختلف المنظمات الدينية والعلمانية هو تحقيق السلام العالمي من خلال حقوق الإنسان، والتكنولوجيا، والتعليم، والهندسة، والطب، والدبلوماسية المستخدمة لإنهاء جميع اشكال القتال. ومنذ عام 1945، تعمل الأمم المتحدة والدول الخمس الدائمة العضوية في مجلس الأمن التابع لها (أمريكا وروسيا والصين وفرنسا وبريطانيا) بهدف حل الصراعات بدون حرب. ومع ذلك، دخلت الدول في العديد من الصراعات العسكرية.

## نظريات السلام العالمي

### السلام من خلال القوة
هذا المصطلح يعود إلى الإمبراطور الروماني هادريان (حكم بين عامي 117 و 138) ولكن هذا المفهوم قديم قدم التاريخ المسجل. يقول الإله المصري بتاح أن «قوة» رمسيس الثاني (1279-1213 ق.م.) تسبب لكل دولة «أن تتوق للسلام»:
في عام 1943، في ذروة الحرب العالمية الثانية، قال مؤسس اتحاد Paneuropean ، ريتشارد فون، بعد الحرب الولايات المتحدة لا بد أن تملك «قيادة الألهة» لضمان السلام العالمي الدائم
السلام العالمي سيكون نتيجة للعالم الشيوعي. وفقاً للنظرية المادية الجدلية لكارل ماركس، انقسمت الإنسانية إلى فئتين فقط في الرأسمالية، البروليتاريا - التي لا تمتلك وسائل الإنتاج - والبرجوازية التي تمتلك وسائل الإنتاج - بمجرد أن تحدث الثورة الشيوعية. سيؤدي ذلك إلى إلغاء الملكية الخاصة لوسائل الإنتاج، لن يتم تقسيم البشرية بعد الآن وستحدث الكثير من التغييرات. خلال فترة تسمى الاشتراكية، ستضطلع دكتاتورية البروليتاريين بالمسؤولية عن التخلص من آخر بقايا الرأسمالية، وتساعد على جعل الثورة على مستوى العالم. وبمجرد إلغاء الملكية الخاصة في جميع أنحاء العالم، لن تكون الدولة مفيدة وستختفي، لأن الحكومة لا توجد إلا لحماية الطبقة المسيطرة، والهيمنة بشكل فعال بالعنف والخوف من الطبقة المقدمة، ولكن لن تكون هناك فصول بعد الآن، لذلك لا شيء سوف يتطلب السيطرة على أي شخص. وبدلاً من ذلك، ستدير منظمات العمال إنتاج الأشياء، ولكن لن يكون لأي منظمة أي قوة عسكرية، ولا قوة شرطة أو سجون.
المبدأ الأساسي لنظرية ماركس هو أن الشروط المادية تحد من الظروف الروحية. لن يكون الناس عنيفين ولكنهم محترمون وسالمون ومرتفعون، لأن الظروف المادية ستسمح لهم بذلك في النهاية. لم يعدوا بحاجة للعيش لمجرد الرغبة في كسب المال، لكنهم يعيشون لتطوير أنفسهم روحيًا. مع حل المشاكل المادية، وتلقي كل فرد من التعليم وتوفير الظروف الملائمة لنموه الفكري، لن يكون هناك أي مشكلة، وسيعمل المجتمع على الحصول على كل ما لديه القدرة على تقديمه، وتقديم كل واحد ما بحاجة إلى.

### نظرية السلام الديمقراطي
يزعم أنصار نظرية السلام الديمقراطية أن هناك أدلة تجريبية قوية على أن الديمقراطيات لا تقوم أبداً أو نادراً بشن حرب ضد بعضها البعض. ومه ذلك هناك، العديد من الحروب بين الديمقراطيات التي حدثت.

### نظرية حرية المقايضة
يدعي أنصار نظرية حرية المقايضة أنه من خلال إزالة الرسوم الجمركية وخلق حروب التجارة الحرة الدولية سوف تصبح مستحيلة، لأن التجارة الحرة تمنع الدولة من أن تصبح مكتفية ذاتيا، وهو مطلب لحروب طويلة. ومع ذلك، فإن التجارة الحرة لا تمنع الدولة من وضع نوع من خطة الطوارئ لتصبح مكتفية ذاتياً في حالة الحرب أو يمكن لأمة الحصول ببساطة على ما تحتاجه من أمة مختلفة. وخير مثال على ذلك هو الحرب العالمية الأولى، حيث أصبحت كل من بريطانيا وألمانيا مكتفية ذاتيا جزئيا. هذا مهم بشكل خاص لأن ألمانيا ليس لديها خطة لإنشاء اقتصاد حرب.
وبصورة أعم، فإن التجارة الحرة – بظل وجود الحروب - يمكن أن تجعل الحروب، والقيود المفروضة على التجارة بسبب الحروب، مكلفة للغاية بالنسبة للشركات الدولية ذات الإنتاج، والبحوث، والمبيعات في العديد من الدول المختلفة. وهكذا، فإن اللوبي القوي - ما لم تكن هناك شركات وطنية فقط - سوف يناقض الحروب.

### التدمير المتبادل المؤكد
والتدمير المتبادل المؤكد هو عقيدة الاستراتيجية العسكرية التي يؤدي فيها الاستخدام الكامل للأسلحة النووية من جانب جهتين متعارضين إلى تدمير كل من المتحاربين. يعزو مؤيدو سياسة التدمير المتبادل المؤكد خلال الحرب الباردة هذا إلى الزيادة في فتك الحرب إلى درجة لم تعد توفر فيها إمكانية الربح الصافي لأي من الطرفين، مما يجعل الحروب بلا جدوى.

### ميثاق الأمم المتحدة والقانون الدولي
بعد الحرب العالمية الثانية، أنشئت الأمم المتحدة بموجب ميثاق الأمم المتحدة "لإنقاذ الأجيال المتعاقبة من ويلات الحرب التي جلبت مرتين في حياتنا حزنا لا يوصف للجنس البشري" (الديباجة). تهدف ديباجة ميثاق الأمم المتحدة أيضا إلى تعزيز اعتماد حقوق الإنسان الأساسية، واحترام الالتزامات بمصادر القانون الدولي وتوحيد قوة البلدان المستقلة من أجل الحفاظ على السلم والأمن الدوليين. جميع المعاهدات المتعلقة بالقانون الدولي لحقوق الإنسان الإشارة إلى "المبادئ المعلنة في ميثاق الأمم المتحدة أو النظر فيها"، والاعتراف بالكرامة المتأصلة والحقوق المتساوية وغير القابلة للتصرف لجميع أفراد الأسرة البشرية هي أساس الحرية والعدالة و "السلام في العالم.

### العولمة
شهد جوردون هينكلي اتجاهًا في السياسة الوطنية التي توحدت بها المدن والدول القومية، وتشير إلى أن الساحة الدولية ستتبعها في النهاية. لقد توحد العديد من البلدان مثل الصين وإيطاليا والولايات المتحدة وأستراليا وألمانيا والهند وبريطانيا في دول قومية واحدة مع دول أخرى مثل الاتحاد الأوروبي بعد ذلك، مما يوحي بأن المزيد من العولمة سوف يؤدي إلى قيام دولة عالمية.
لقد تم تصوير السلام العالمي كنتيجة للسلوكيات المحلية ذات المصير الذاتي والتي تمنع إضفاء الطابع المؤسسي على السلطة والعنف الذي تبعه. إن الحل لا يعتمد كثيراً على جدول أعمال متفق عليه، أو استثمار في سلطة أعلى سواء كان إلهيًا أو سياسيًا، بل هو عبارة عن شبكة ذاتية التنظيم من الآليات الداعمة لبعضها البعض، مما يؤدي إلى وجود نسيج اجتماعي سياسي اقتصادي قابل للتطبيق. إن التقنية الرئيسية لإثارة التقارب هي تجربة فكرية، أي التكاثر، وتمكين أي شخص من المشاركة بغض النظر عن الخلفية الثقافية، أو العقيدة الدينية، أو الانتماء السياسي أو الديموغرافية العمرية. تظهر آليات تعاون مماثلة من الإنترنت حول مشاريع مفتوحة المصدر، بما في ذلك ويكيبيديا، وتطور وسائل الإعلام الاجتماعية الأخرى.

### السلام المنظم ذاتيًا
لقد تم تصوير السلام العالمي كنتيجة للسلوكيات المحلية ذات المصير الذاتي والتي تمنع إضفاء الطابع المؤسسي على السلطة والعنف الذي تبعه. إن الحل لا يعتمد كثيراً على جدول أعمال متفق عليه، أو استثمار في سلطة أعلى سواء كان إلهيًا أو سياسيًا، بل هو عبارة عن شبكة ذاتية التنظيم من الآليات الداعمة لبعضها البعض، مما يؤدي إلى وجود نسيج اجتماعي سياسي اقتصادي قابل للتطبيق. إن التقنية الرئيسية لإثارة التقارب هي تجربة فكرية، أي التكاثر، وتمكين أي شخص من المشاركة بغض النظر عن الخلفية الثقافية، أو العقيدة الدينية، أو الانتماء السياسي أو الديموغرافية العمرية. تظهر آليات تعاون مماثلة من الإنترنت حول مشاريع مفتوحة المصدر، بما في ذلك ويكيبيديا، وتطور وسائل الإعلام الاجتماعية الأخرى.

## اليوم الدولي للسلام
في اليوم الدولي للسلام ويسمى أحيانا باليوم العالمي للسلام، سنويا في 21 سبتمبر، وهي مكرسة للسلام، وعلى وجه التحديد غياب الحرب والعنف، ويمكن الاحتفال بها بوقف مؤقت لإطلاق النار في منطقة قتال. تم تأسيس اليوم الدولي للسلام في عام 1981 من قبل الجمعية العامة للأمم المتحدة. وبعد عقدين من ذلك، في عام 2001، صوتت الجمعية العامة بالإجماع على تسمية اليوم بأنه يوم لمنع العنف ووقف إطلاق النار. الاحتفال بهذا اليوم معترف به من قبل العديد من الدول والشعوب. في عام 2013، ولأول مرة، خصص اليوم لتعليم السلام، أي بوسائل الوقاية الرئيسية للحد من الحرب على نحو مستدام.